# Сенан
Сенан (фр. Cenans) насеље је и општина у источној Француској у региону Франш-Конте, у департману Горња Саона која припада префектури Везул.
По подацима из 2011. године у општини је живело 128 становника, а густина насељености је износила 25,5 становника/km². Општина се простире на површини од 5,02 km². Налази се на средњој надморској висини од 278 метара (максималној 293 m, а минималној 232 m).

## Демографија
| 1962. | 1968. | 1975. | 1982. | 1990. | 1999. | 2011. |
| ----- | ----- | ----- | ----- | ----- | ----- | ----- |
| 119   | 117   | 117   | 114   | 105   | 111   | 128   |

График промене броја становника у току последњих година